# Candelaria (paroisse civile)
Pour les articles homonymes, voir Candelaria.
Candelaria est l'une des neuf paroisses civiles de la municipalité de Valencia dans l'État de Carabobo au Venezuela. Sa capitale est Valencia, chef-lieu de la municipalité et capitale de l'État, dont elle constitue l'une des huit divisions territoriales.

## Géographie

### Description
Candelaria constitue de facto l'un des quartiers de la ville de Valencia qui est sa capitale, et notamment les quartiers au centre et centre-ouest-sud-ouest. Elle est limitée respectivement :
- au nord par la paroisse civile d'El Socorro dont la limite est-ouest forme une ligne constituée notamment par la calle 98 Comercio ;
- à l'est par la paroisse civile de Santa Rosa dont la limite nord-sud est l'axe historique et majeur autour duquel s'articule la ville, axe constitué dans cette portion de l'avenue 100 Constitución et l'avenue Las Ferias ;
- au sud par la paroisse civile de Miguel Peña dont la limite est-ouest est la calle 87 Plaza ;
- à l'ouest par la même paroisse dont la limite est l'axe de l'avenue 112 A.

## Transports
La paroisse civile est desservie par les stations Lara et Michelena de la ligne 1 du métro de Valencia, toutes deux situées sur l'avenue Las Ferias.

## Lieux d'intérêt
Candelaria constitue le sud-ouest du centre et s'articule autour de la place de la Candelaria. Elle abrite notamment le palais de justice et la cité hospitalière Doctor-Enrique-Tejera.